# Pietro Pirri
Pour les articles homonymes, voir Pirri (homonymie).
Pietro Pirri, né le 11 janvier 1881 à Cerreto di Spoleto, Italie et décédé le 5 mai 1969 à Rome, est un prêtre jésuite italien, historien et écrivain.

## Biographie

### Prêtre diocésain
Avant d’entrer chez les Jésuites Pietro Pirri fut curé de Triponzo (1906-1913) et de Cerreto (1913-1915), son village natal, dans le diocèse de Spolète, ainsi qu'inspecteur des monuments et des fouilles de Visso (Macerata) et responsable de l'inventaire artistique de la région. S'intéressant progressivement à l'histoire et à l'art de l'Ombrie antique il commence à écrire à ce sujet à partir de 1910.
Durant ces années il écrivit entre autres une histoire d'Ussita (Macerata), à la demande du cardinal Pietro Gasparri dont c’était la ville natale. Satisfait de son travail Gasparri l'appelle alors (décembre 1915) à Rome comme archiviste de la ‘Congrégation pour les affaires ecclésiastiques extraordinaires’. Après quatre ans à ce poste, le jeune prêtre entre dans les Jésuites.

### Entré chez les Jésuites
Pietro Pirri a déjà 39 ans – un âge relativement avancé, à cette époque - lorsqu’il commence son noviciat (31 octobre 1919) à Gozzano.
Après le noviciat, il étudia la théologie morale à l'Université Grégorienne (1921-1922), fait son Troisième An (1922-1923) à Exaten (Pays-Bas) et, à son retour en Italie, devient écrivain à La Civiltà Cattolica à Rome (1923).
Les connaissances acquises lors de son séjour (comme archiviste) à la Secrétairerie d'État du Saint-Siège lui sont fort utiles à La Civiltà Cattolica. Il étudie en particulier la question des relations difficiles entre le Saint-Siège (Etats pontificaux) et l'Italie du Risorgimento et soumet l'histoire de la papauté du XIXe siècle à une analyse minutieuse. Parmi ses études sur les protagonistes de l'époque, la plus réussie est celle des rapports entre Pie IX et Victor-Emmanuel II, tâche à laquelle il consacre de nombreuses années.
Le père Pirri s'est intéressé également à l'histoire de son Ordre religieux, les Jésuites. On lui confie le volume commémorant le premier centenaire de la restitution du Collège romain (Université grégorienne) à la Compagnie de Jésus (1924), ainsi que la biographie du supérieur général qui organisa, au XIXe siècle, la renaissance des Jésuites: Jean-Philippe Roothaan. Cela l'amène à suivre l'histoire des débuts de la Civiltà Cattolica et de la renaissance de la philosophie thomiste (néo-thomisme).

### Chercheur à l’Institut historique
En 1939, il est appelé à l'Institut historique de son Ordre religieux, tout en collaborant avec divers instituts historiques italiens. Il se consacre à des recherches dans ses archives centrales. Il y trouve une quantité impressionnante de documents sur l'histoire des débuts de la Compagnie de Jésus (XVIe siècle), et rédige plusieurs études sur les projets de l'église du Gesù à Rome, sur Achille Gagliardi et l'impact de ses écrits sur le monde de la spiritualité européenne, sur l'activité de Giovanni Tristano (it) et Giuseppe Valeriano, et sur ce que l'on appelle parfois le 'style architectural jésuite'.
N'appartenait à aucune école idéologique Pirri était un érudit autodidacte et intellectuellement curieux, prêt à rencontrer des hommes et des faits divers. Tout au long de sa carrière il s'intéressa à des domaines variés allant de l'histoire de l'Italie, de la Compagnie, à l'hagiographie. Mais plus encore son domaine d'expertise fut l'histoire de l'art, et de l'art baroque jésuite en particulier dont il devient un des experts reconnus.
Le père Pietro Pirri meurt à Rome le 5 mai 1969. On lui connait une vingtaine de livres et plus de 200 articles scientifiques.

## Ses écrits
Son œuvre centrale est une histoire du Risorgimento en 5 volumes (Pio IX e Vittorio Emanuele II dal loro carteggio privato) publiés entre 1944 et 1961. On lui doit une vie du Père Jean-Philippe Roothaan, de Carlo Odescalchi ou du père Luigi Taparelli d'Azeglio, un ouvrage sur le peintre et architecte jésuite Giuseppe Valeriano. En 1962 il publie un ouvrage sur la relation Etat-Eglise au XIXe siècle
- Ussita. Notizie storiche con illustrazioni e documenti, Roma, 1920.
- 1553-1824-1924. L'Università Gregoriana del Collegio Romano nel primo secolo dalla restituzione, Roma, 1927.
- P. Giovanni Roothaan XXI Generale della Compagnia di Gesù, Isola del Liri, 1931. (Traduction espagnole, Bilbao, 1934).
- Carteggi del P. Luigi Taparelli d'Azeglio della Compagnia di Gesù, Torino, 1932.
- Pio IX e Vittorio Emanuele II dal loro carteggio privato (3 vol.), Roma, 1944-1961. (réimpression: 1980).
- L'Archivio dei Governi Provvisori di Bologna e della Province unite, Citta del Vaticano, 1956.
- Giovanni Tristano e i primordi della architettura gesuitica, Roma, 1955.
- L'interdetto di Venezia del 1606  e i Gesuiti--Silloge di documenti con introduzione, Roma, 1959.
- L'abbazia di Sant'Eutizio in Valcastoriana presso Norcia e le chiese dipendenti, Roma, 1960.
- Gagliardiana, dans AHSI, vol.29 (1960), pp.99-129.
- Giuseppe Valeriano. Architetto e pittore 1542-1596, (ed. R.C. Colombo, Rome, 1970.